# 费米凝聚

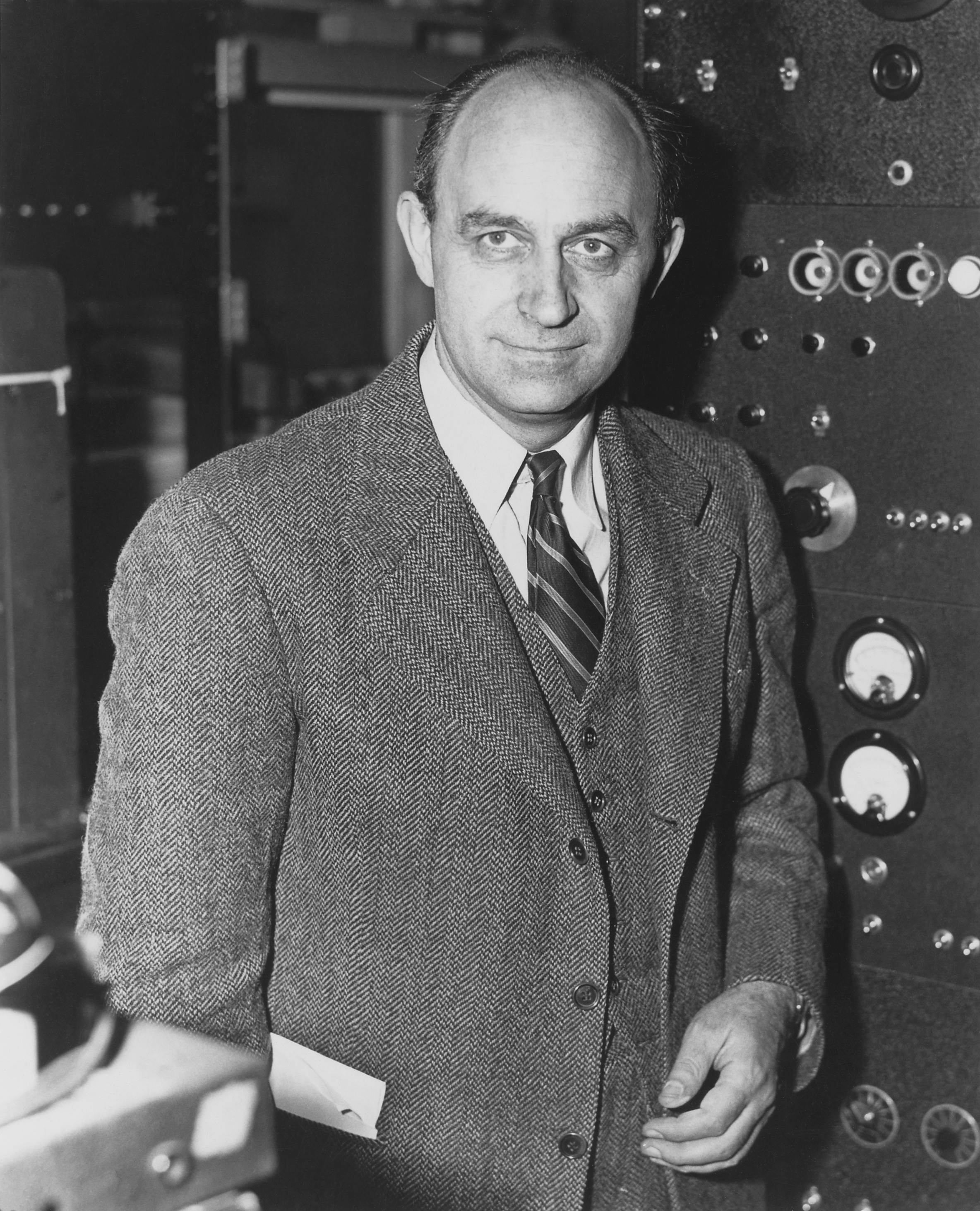
恩里科·費米

费米凝聚（Fermionic condensate）：类似于玻色-爱因斯坦凝聚态，由大量费米子占据同一量子态形成。由于泡利不相容原理，不同的费米子不能占据同一量子态，因此费米子不能像玻色子那样直接形成玻色-爱因斯坦凝聚态。不过科学家把两个费米子结合在一起成为具有玻色子性质的“费米子对”即库柏对，这样使费米子对冷凝，成为费米凝聚。